# Leonard Pappus von Tratzberg
Leonard Pappus von Tratzberg (auch Leonard Pappus; * 27. Januar 1607 in Feldkirch; † 6. Juni 1677 in Konstanz) war ein Geistlicher und Historiker.

## Leben
Leonard Pappus war ein Sohn des kaiserlichen Kapitäns Othmar Pappus und ein Bruder von Johann Andreas Pappus. Zu seinen Lehrern gehörte Kaspar Scioppius; seine Ausbildung soll er in Dillingen und Perugia erhalten haben. Wohl von vornherein für den geistlichen Stand bestimmt, erhielt er bereits 1628 ein Kanonikat in Konstanz und 1629 die Propstei des Kollegiatstifts in Konstanz.
Er war „Doktor beyder Rechte, in allen Zweigen der Wissenschaften erfahren und Kenner von sechs Sprachen.“ Seine Karriere als Gesandter und – ab 1633 – als kaiserlicher Rat verdankte er laut Placidus Braun einer besonderen Klugheit und Beredsamkeit. Leonard Pappus von Tratzberg wurde Domherr in den Stiften Konstanz und Augsburg und hatte das Dekanat in Augsburg ein Jahr lang, in Konstanz 32 Jahre lang inne. In seinem Testament legte er fest, dass 60.000 Gulden aus seinem Vermögen für diverse Stiftungen verwendet werden sollten.
Kurfürst Maximilian von Bayern machte Pappus im Jahr 1639 zum Generalvikar bei seiner Geschäftsarmada, Erzherzogin Claudia berief ihn kurz darauf als ihren Residenten am kaiserlichen Hof. 1646 machte ihn Ferdinand III. zum Residenten am päpstlichen Hof.
Interessanter für die Nachwelt war aber sein historisches Werk über Deutschland in den Jahren 1617 bis 1641, das stilistische Verwandtschaft mit Werken des Tacitus aufweist. Ob auch der Fortsetzungsband über die Zeit bis 1648 von Leonard Pappus von Tratzberg stammt, ist umstritten. Ludwig Arndts gab in Wien in den Jahren 1856 und 1858 das Werk unter dem Titel Epitome Rerum Germanicarum ab anno MDCXVII ad annum MDCXLVIII heraus. „Diese kleine Schrift wiegt an innerem Gehalte viele Folianten auf; sie ist bey ihrer vielfach bewährten Glaubwürdigkeit als Quelle für den österreichisch-katholischen Gesichtspunct zu erachten und eins der gelungensten historischen Kunstwerke im antiken Styl, welche Teutschland im siebenzehnten Jahrhundert hervorgebracht hat“, urteilte Ludwig Wachler über das Buch.

## Werk
- Leonhard Pappus oder Thomas Carve oder Johan A. Salvius: Epitome rerum Germanicarum ab anno MDCXVII. ad XLIII. gestarum. 1643 (München, Bayerische Staatsbibliothek, Signatur Germ.g. 341 c)
- Leonhard Pappus: Epitome rerum germanicarum ab anno 1617 - 1643. 1643 (Augsburg, Staats- und Stadtbibliothek, Signatur Gs 2429)
- Des Leonhard Pappus Epitome Rerum Germanicarum ab anno MDCXVII ad annum MDCXLVIII gestarum. Mit Anmerkungen herausgegeben von Dr. Ludwig Arndts. Wilhelm Braunmüller, Wien 1856–1858 (nat. museum-digital.de).